# Claude Louis François Régnier de Guerchy
Claude Louis François Régnier de Guerchy, hrabia de Guerchy, markiz de Nangis, baron de la Guierche (ur. 1 sierpnia 1715 i zm. 17 września 1767 w Paryżu).
Pochodził ze starej rodziny Burgundzkiej. Jego ojcem był Louis de Régnier, markiz de Guerchy, hrabia de Druy, a matką  Jeanne-Louise de Marion de Druy. W roku 1740 Claude Louis François poślubił Gabrielle-Lydie d’Harcourt, trzecią córkę marszałka d’Harcourt.
Był przede wszystkim oficerem piechoty. W służbie od roku  1729, początkowo służył w królewskich muszkieterach 1730 pod markizem Guerchy swym ojcem.
Wyróżnił się w walkach w Italii (1733–1734), nad Renem (1735), w Bawarii (1741), Flandrii (1741–1747), Holandii (1748) i Niemczech (1757–1760). Bohater spod Fontenoy i Minden, Voltaire dedykował mu swój poemat: Poème de Fontenoy.
Gdy tylko Louis-Jules Mancini-Mazarini podpisał pokój paryski (1763), de Guerchy został skierowany na ambasadę w Londynie. Nie był to łatwy okres. Trwały spory o demontaż portu wojennego Dunkierka, o Nową Fundlandię i Falklandy. Wiele problemów sprawiał mu też minister francuski w Londynie, chevalier d’Éon (Sekret króla), tajny agent Ludwik XV w Londynie, który przebrany za kobietę zbierał tajne informacje.
De Guerchy polecił by Pierre-Henri de Treyssac de Vergy skompromitował i zdemaskował szpiega utrudniającego mu pracę. De Treyssac odnalazł go, lecz d'Eon, udając obrażonego "fałszywym" posądzeniem go o szpiegostwo, wyzwał go na pojedynek. Sytuacje uratował George Montagu-Dunk, 2. hrabia Halifaksu i do pojedynku nie doszło. Nadal nie zdemaskowany d’Éon pozostał w Londynie szpiegując. Guerchy wytoczył mu więc proces o kompetencje, niestety d’Éon  proces wygrał. Zmęczony Guerchy poprosił króla o dymisję z ambasady londyńskiej. Król przyjął ją 20 lipca 1767 roku.
Nie był to koniec kłopotów. Pierre-Henri de Treyssac de Vergy zwrócił się przeciw niemu pisząc poemat heroikomiczny La Guerchiade, w którym ośmieszone zostały działania, które podejmował ambasador i jego przełożony César Gabriel de Choiseul-Praslin. De Vergy zaszantażował Guerchy’ego o znaczna sumę. Szantaż nie powiódł się tylko dlatego, że Guerchy zmarł jeszcze w 1767 roku. Poematu w końcu nie wydano.
Claude Louis François Régnier de Guerchy miał się czego obawiać, ponieważ będąc w Anglii trudnił się kontrabandą na wielką skalę, czego Anglicy mu nie wybaczyli.